# Покровська сільська рада (Новоархангельський район)
| Покровська сільська рада — колишній орган місцевого самоврядування у Новоархангельському районі Кіровоградської області з адміністративним центром у с. Покровка. Сільській раді підпорядковані населені пункти: - с. Покровка |

## Склад ради
Рада складається з 14 депутатів та голови.

### Керівний склад ради
| ПІБ                     | Основні відомості                                                         | Дата обрання | Дата звільнення |
| ----------------------- | ------------------------------------------------------------------------- | ------------ | --------------- |
| Стас Ілля Антонович     | Сільський голова, 1957 року народження, освіта, член народної партії      | 26.03.2006   | 31.10.2010      |
| Юрченко Оксана Іванівна | Сільський голова, 1974 року народження, освіта вища, член Партії регіонів | 31.10.2010   |                 |

Примітка: таблиця складена за даними джерела

## Населення
За переписом населення України 2001 року в селі мешкало 316 осіб.

### Мова
Розподіл населення за рідною мовою за даними перепису 2001 року:
| Мова       | Відсоток |
| ---------- | -------- |
| українська | 98,42 %  |
| білоруська | 0,95 %   |
| болгарська | 0,32 %   |
| російська  | 0,32 %   |